# Золочевское (Шаровский сельский совет)
Золочевское (укр. Золочівське) — село в Валковской городской общине Богодуховского района Харьковской области Украины.
Код КОАТУУ — 6321288504. Население по переписи 2001 г. составляет 58 (26/32 м/ж) человек.

## Географическое положение
Село Золочевское находится рядом с местом, где берут свои истоки реки Черемушная и Карамушина, рядом проходит автомобильная дорога М-03 (E 40).
На расстоянии в 1 км расположено село Шаровка, в 3-х км железнодорожная станция Огульцы

## История
- 1665 — дата основания.